# Hành lang Wakhan
Hành lang Wakhan hay Hành lang Ngõa Hãn (瓦罕) thường được sử dụng như một từ đồng nghĩa với Wakhan, một khu vực ở phía đông bắc Afghanistan tạo thành một dải đất hay "hành lang" giữa Afghanistan và khu tự trị dân tộc Duy Ngô Nhĩ Tân Cương (Trung Quốc). Hành lang này là một doi đất dài và thon, dài gần 140 dặm (220 km) và rộng 10 và 40 dặm (16 và 64 km). Hành lang tách Tajikistan ở phía bắc với Pakistan ở phía nam.
Hành lang là một sáng tạo chính trị của Ván cờ Lớn. Phía bắc của hành lang, các thỏa thuận giữa Anh Quốc và Nga và 1873 và giữa Anh Quốc và Afghanistan năm 1893 đã chia tách trên thực tế khu vực lịch sử Wakhan bằng cách biến sông Panj và sông Pamir thành biên giới giữa Afghanistan và đế quốc Nga. Ở mặt phía nam, thỏa thuận đường Durand vào năm 1893 đã đánh dấu biên giới giữa Ấn Độ thuộc Anh và Afghanistan. Những hành động này đã để lại một dải đất hẹp như một vùng đệm giữa hai đế quốc, trở thành nơi được gọi là hành lang Wakhan trong thế kỷ 20. Hành lang có 12.000 cư dân.
Thuật ngữ hành lang Wakhan cũng được sử dụng với một nghĩa hẹp hơn, đó là một tuyến đường dọc theo sông Panj và sông Wakhan đến Trung Quốc, và phần phía bắc của Wakhan khi đó sẽ được gọi là Pamir thuộc Afghanistan.

## Sách
- M. Nazif Mohib Shahrani, The Kirghiz and Wakhi of Afghanistan: Adaptation to Closed Frontiers and War. University of Washington Press, 2002. ISBN 0-295-98262-4.